# Othresypna admiratio
Othresypna admiratio är en fjärilsart som beskrevs av Louis Beethoven Prout 1922. Othresypna admiratio ingår i släktet Othresypna och familjen nattflyn. Inga underarter finns listade i Catalogue of Life.